# Collegio elettorale di Crema (Senato della Repubblica)
Il collegio di Crema fu un collegio elettorale uninominale della Repubblica Italiana appartenente alla Circoscrizione Lombardia; fu utilizzato per eleggere un senatore della Repubblica dalla I alla XI legislatura.

## Storia
Il collegio venne creato nel 1948 secondo la legge n. 29 del 6 febbraio 1948 la quale, pur basandosi sull'impianto proporzionale in vigore per la Camera, rispetto a quest'ultima conteneva alcuni piccoli correttivi in senso maggioritario. Tale legge ebbe il suo definitivo perfezionamento col Testo Unico n. 361 del 1957. Differentemente dalla Camera, la legge elettorale del Senato si articolava su base regionale, seguendo il dettato costituzionale (art.57). Ogni Regione era suddivisa in tanti collegi uninominali quanti erano i seggi ad essa assegnati. All'interno di ciascun collegio, veniva eletto il candidato che avesse raggiunto il quorum del 65% delle preferenze: tale soglia, oggettivamente di difficilissimo conseguimento, tradiva l'impianto proporzionale su cui era concepito anche il sistema elettorale della Camera Alta. Qualora, come normalmente avveniva, nessun candidato avesse conseguito l'elezione, i voti di tutti i candidati venivano raggruppati in liste di partito a livello regionale, dove i seggi venivano allocati utilizzando il metodo D'Hondt delle maggiori medie statistiche e quindi, all'interno di ciascuna lista, venivano dichiarati eletti i candidati con le migliori percentuali di preferenza.
Il collegio di Crema venne abrogato nel 1993, con la cosiddetta Legge Mattarella (Legge n. 276, Norme per l'elezione del Senato della Repubblica), attuata in seguito al referendum abrogativo del 1993. Con la legge Mattarella venne istituito per la Camera dei deputati e per il Senato della Repubblica un sistema di elezione misto, in parte maggioritario e in parte proporzionale. Il 75% dei parlamentari dell'assemblea veniva eletto in collegi uninominali tramite sistema maggioritario a turno unico; il restante 25% al Senato veniva eletto tramite recupero proporzionale dei più votati non eletti attraverso un meccanismo di calcolo denominato "scorporo", cioè sottraendo dal conteggio dei voti totali di una lista nella parte proporzionale i voti ottenuti dai candidati collegati alla medesima lista che erano eletti nei collegi uninominali con il sistema maggioritario.

### Territorio
Il collegio di Crema era uno dei 31 collegi uninominali in cui era suddivisa la Lombardia; era interamente compreso nella provincia di Cremona e comprendeva i seguenti comuni: Agnadello, Annicco, Azzanello, Bagnolo Cremasco, Bordolano, Camisano, Capergnanica, Cappella Cantone, Capralba, Casalbuttano ed Uniti, Casale Cremasco Vidolasco, Casaletto Ceredano, Casaletto di Sopra, Casaletto Vaprio, Casalmorano, Castel Gabbiano, Castelleone, Castelvisconti, Chieve, Corte de' Cortesi con Cignone, Corte de' Frati, Credera, Crema, Cremosano, Cumignano sul Naviglio, Dovera, Fiesco, Formigara, Gabbioneta-Binanuova, Genivolta, Gombito, Grontardo, Grumello Cremonese ed Uniti, Izano, Madignano, Monte Cremasco, Montodine, Moscazzano, Offanengo, Olmeneta, Paderno Ponchielli, Palazzo Pignano, Pandino, Pieranica, Pizzighettone, Quintano, Ricengo, Ripalta Arpina, Ripalta Cremasca, Rivolta d'Adda, Romanengo, Salvirola, San Bassano, Scandolara Ripa d'Oglio, Sergnano, Soncino, Soresina, Spino d'Adda, Ticengo, Torlino Vimercati, Trescore Cremasco, Trigolo, Vaiano Cremasco e Vailate.

## Dati elettorali

### I legislatura
|                                                                                | Ennio Zelioli-Lanzini ✔️ Eletto | Democrazia Cristiana                             | 50 388  | 52,44 |  |  |  |  |  |
|                                                                                | Dante Bernamonti                | Fronte Democratico Popolare                      | 34 574  | 35,98 |  |  |  |  |  |
|                                                                                | Arnaldo Molaschi                | Unità Socialista - Partito Repubblicano Italiano | 8 653   | 9,00  |  |  |  |  |  |
|                                                                                | Giovanni Ferrari                | Blocco Nazionale                                 | 2 480   | 2,58  |  |  |  |  |  |
| Totale                                                                         | Totale                          | Totale                                           | 96 095  | 100   |  |  |  |  |  |
|                                                                                |                                 |                                                  |         |       |  |  |  |  |  |
| Voti non validi                                                                | Voti non validi                 | Voti non validi                                  | 4 635   | 4,60  |  |  |  |  |  |
| Votanti                                                                        | Votanti                         | Votanti                                          | 100 730 | 96,53 |  |  |  |  |  |
| Elettori                                                                       | Elettori                        | Elettori                                         | 104 346 |       |  |  |  |  |  |
|                                                                                |                                 |                                                  |         |       |  |  |  |  |  |
| Nota: quorum del 65% non raggiunto; ripartizione dei seggi a livello regionale |                                 |                                                  |         |       |  |  |  |  |  |
| Data: 18 aprile 1948                                                           |                                 |                                                  |         |       |  |  |  |  |  |
| Fonte: Ministero dell'interno                                                  |                                 |                                                  |         |       |  |  |  |  |  |

### II legislatura
|                                                                                | Ennio Zelioli-Lanzini ✔️ Eletto | Democrazia Cristiana                    | 53 484  | 52,66 |  |  |  |  |  |
|                                                                                | Eugenio Dugoni                  | Partito Socialista Italiano             | 22 395  | 22,05 |  |  |  |  |  |
|                                                                                | Giuseppe Giovanni Zana          | Partito Comunista Italiano              | 15 270  | 15,03 |  |  |  |  |  |
|                                                                                | Ferdinando Cazzamalli           | Partito Socialista Democratico Italiano | 3 882   | 3,82  |  |  |  |  |  |
|                                                                                | Francesco Galeotti Vertua       | Partito Liberale Italiano               | 2 708   | 2,67  |  |  |  |  |  |
|                                                                                | Carlo Barduzzi                  | Movimento Sociale Italiano              | 2 267   | 2,23  |  |  |  |  |  |
|                                                                                | Clemente Sinigaglia             | Unità Popolare                          | 1 123   | 1,11  |  |  |  |  |  |
|                                                                                | Francesco Scoccimarro           | Alleanza Democratica Nazionale          | 438     | 0,43  |  |  |  |  |  |
| Totale                                                                         | Totale                          | Totale                                  | 101 567 | 100   |  |  |  |  |  |
|                                                                                |                                 |                                         |         |       |  |  |  |  |  |
| Voti non validi                                                                | Voti non validi                 | Voti non validi                         | 4 755   | 4,47  |  |  |  |  |  |
| Votanti                                                                        | Votanti                         | Votanti                                 | 106 322 | 97,72 |  |  |  |  |  |
| Elettori                                                                       | Elettori                        | Elettori                                | 108 804 |       |  |  |  |  |  |
|                                                                                |                                 |                                         |         |       |  |  |  |  |  |
| Nota: quorum del 65% non raggiunto; ripartizione dei seggi a livello regionale |                                 |                                         |         |       |  |  |  |  |  |
| Data: 7 giugno 1953                                                            |                                 |                                         |         |       |  |  |  |  |  |
| Fonte: Ministero dell'interno                                                  |                                 |                                         |         |       |  |  |  |  |  |

### III legislatura
|                                                                                | Ennio Zelioli-Lanzini ✔️ Eletto | Democrazia Cristiana                    | 54 541  | 52,51 |  |  |  |  |  |
|                                                                                | Valdo Magnani                   | Partito Socialista Italiano             | 20 893  | 20,12 |  |  |  |  |  |
|                                                                                | Clemente Sinigallia             | Partito Comunista Italiano              | 17 690  | 17,03 |  |  |  |  |  |
|                                                                                | Leonardo Bonzi                  | Partito Liberale Italiano               | 3 577   | 3,44  |  |  |  |  |  |
|                                                                                | Francesco Pietro Inzoli         | Partito Socialista Democratico Italiano | 3 081   | 2,97  |  |  |  |  |  |
|                                                                                | Rosolino Dossena                | Movimento Sociale Italiano              | 1 961   | 1,89  |  |  |  |  |  |
|                                                                                | Alberico Marinelli              | Partito Monarchico Popolare             | 1 290   | 1,24  |  |  |  |  |  |
|                                                                                | Domenico Sacco                  | Partito Nazionale Monarchico            | 828     | 0,80  |  |  |  |  |  |
| Totale                                                                         | Totale                          | Totale                                  | 103 861 | 100   |  |  |  |  |  |
|                                                                                |                                 |                                         |         |       |  |  |  |  |  |
| Voti non validi                                                                | Voti non validi                 | Voti non validi                         | 3 959   | 3,67  |  |  |  |  |  |
| Votanti                                                                        | Votanti                         | Votanti                                 | 107 820 | 98,11 |  |  |  |  |  |
| Elettori                                                                       | Elettori                        | Elettori                                | 109 899 |       |  |  |  |  |  |
|                                                                                |                                 |                                         |         |       |  |  |  |  |  |
| Nota: quorum del 65% non raggiunto; ripartizione dei seggi a livello regionale |                                 |                                         |         |       |  |  |  |  |  |
| Data: 25 maggio 1958                                                           |                                 |                                         |         |       |  |  |  |  |  |
| Fonte: Ministero dell'interno                                                  |                                 |                                         |         |       |  |  |  |  |  |

### IV legislatura
|                                                                                | Ennio Zelioli-Lanzini ✔️ Eletto | Democrazia Cristiana                             | 50 702  | 51,06 |  |  |  |  |  |
|                                                                                | E. Zanoni                       | Partito Socialista Italiano                      | 18 176  | 18,30 |  |  |  |  |  |
|                                                                                | A. Andrini                      | Partito Comunista Italiano                       | 17 483  | 17,60 |  |  |  |  |  |
|                                                                                | Augusto Premoli                 | Partito Liberale Italiano                        | 4 330   | 4,36  |  |  |  |  |  |
|                                                                                | Francesco Inzoli                | Partito Socialista Democratico Italiano          | 3 515   | 3,54  |  |  |  |  |  |
|                                                                                | L. Merico                       | Movimento Sociale Italiano                       | 2 139   | 2,15  |  |  |  |  |  |
|                                                                                | A. Denari                       | Concentrazione di Unità Rurale                   | 1 611   | 1,62  |  |  |  |  |  |
|                                                                                | G. Mainardi                     | Partito Democratico Italiano di Unità Monarchica | 1 352   | 1,36  |  |  |  |  |  |
| Totale                                                                         | Totale                          | Totale                                           | 99 308  | 100   |  |  |  |  |  |
|                                                                                |                                 |                                                  |         |       |  |  |  |  |  |
| Voti non validi                                                                | Voti non validi                 | Voti non validi                                  | 4 238   | 4,09  |  |  |  |  |  |
| Votanti                                                                        | Votanti                         | Votanti                                          | 103 546 | 97,27 |  |  |  |  |  |
| Elettori                                                                       | Elettori                        | Elettori                                         | 106 447 |       |  |  |  |  |  |
|                                                                                |                                 |                                                  |         |       |  |  |  |  |  |
| Nota: quorum del 65% non raggiunto; ripartizione dei seggi a livello regionale |                                 |                                                  |         |       |  |  |  |  |  |
| Data: 28 aprile 1963                                                           |                                 |                                                  |         |       |  |  |  |  |  |
| Fonte: Ministero dell'interno                                                  |                                 |                                                  |         |       |  |  |  |  |  |

### V legislatura
|                                                                                | Ennio Zelioli-Lanzini ✔️ Eletto | Democrazia Cristiana                             | 51 582  | 52,37 |  |  |  |  |  |
|                                                                                | I. G. Ruggeri                   | PCI - PSIUP                                      | 24 042  | 24,41 |  |  |  |  |  |
|                                                                                | N. Zaniboni                     | PSI-PSDI Unificati                               | 14 389  | 14,61 |  |  |  |  |  |
|                                                                                | G. G. Mainardi                  | Partito Liberale Italiano                        | 4 205   | 4,27  |  |  |  |  |  |
|                                                                                | L. Merico                       | Movimento Sociale Italiano                       | 2 379   | 2,42  |  |  |  |  |  |
|                                                                                | ?                               | Partito Democratico Italiano di Unità Monarchica | 1 004   | 1,02  |  |  |  |  |  |
|                                                                                | Giorgio Covi                    | Partito Repubblicano Italiano                    | 899     | 0,91  |  |  |  |  |  |
| Totale                                                                         | Totale                          | Totale                                           | 98 500  | 100   |  |  |  |  |  |
|                                                                                |                                 |                                                  |         |       |  |  |  |  |  |
| Voti non validi                                                                | Voti non validi                 | Voti non validi                                  | 5 115   | 4,94  |  |  |  |  |  |
| Votanti                                                                        | Votanti                         | Votanti                                          | 103 615 | 97,95 |  |  |  |  |  |
| Elettori                                                                       | Elettori                        | Elettori                                         | 105 787 |       |  |  |  |  |  |
|                                                                                |                                 |                                                  |         |       |  |  |  |  |  |
| Nota: quorum del 65% non raggiunto; ripartizione dei seggi a livello regionale |                                 |                                                  |         |       |  |  |  |  |  |
| Data: 19 maggio 1968                                                           |                                 |                                                  |         |       |  |  |  |  |  |
| Fonte: Ministero dell'interno                                                  |                                 |                                                  |         |       |  |  |  |  |  |

### VI legislatura
|                                                                                | Narciso Franco Patrini ✔️ Eletto | Democrazia Cristiana                    | 51 001  | 51,19 |  |  |  |  |  |
|                                                                                | I. G. Ruggeri                    | PCI - PSIUP                             | 22 405  | 22,49 |  |  |  |  |  |
|                                                                                | G. Torriani                      | Partito Socialista Italiano             | 14 685  | 14,74 |  |  |  |  |  |
|                                                                                | T. Caizzi                        | Movimento Sociale Italiano              | 3 805   | 3,82  |  |  |  |  |  |
|                                                                                | B. Miglioli                      | Partito Socialista Democratico Italiano | 3 149   | 3,16  |  |  |  |  |  |
|                                                                                | F. Marazzi                       | Partito Liberale Italiano               | 3 059   | 3,07  |  |  |  |  |  |
|                                                                                | Giorgio Covi                     | Partito Repubblicano Italiano           | 1 524   | 1,53  |  |  |  |  |  |
| Totale                                                                         | Totale                           | Totale                                  | 99 628  | 100   |  |  |  |  |  |
|                                                                                |                                  |                                         |         |       |  |  |  |  |  |
| Voti non validi                                                                | Voti non validi                  | Voti non validi                         | 4 362   | 4,19  |  |  |  |  |  |
| Votanti                                                                        | Votanti                          | Votanti                                 | 103 990 | 98,28 |  |  |  |  |  |
| Elettori                                                                       | Elettori                         | Elettori                                | 105 810 |       |  |  |  |  |  |
|                                                                                |                                  |                                         |         |       |  |  |  |  |  |
| Nota: quorum del 65% non raggiunto; ripartizione dei seggi a livello regionale |                                  |                                         |         |       |  |  |  |  |  |
| Data: 7 maggio 1972                                                            |                                  |                                         |         |       |  |  |  |  |  |
| Fonte: Ministero dell'interno                                                  |                                  |                                         |         |       |  |  |  |  |  |

### VII legislatura
|                                                                                | Ferdinando Truzzi ✔️ Eletto  | Democrazia Cristiana                    | 50 566  | 48,98 |  |  |  |  |  |
|                                                                                | Paolo Zanini ✔️ Eletto       | Partito Comunista Italiano              | 29 302  | 28,39 |  |  |  |  |  |
|                                                                                | Giacomo Carnesella ✔️ Eletto | Partito Socialista Italiano             | 13 549  | 13,13 |  |  |  |  |  |
|                                                                                | Luigi Ferraro                | Movimento Sociale Italiano              | 2 781   | 2,69  |  |  |  |  |  |
|                                                                                | Tersilio Provezza            | Partito Socialista Democratico Italiano | 2 526   | 2,45  |  |  |  |  |  |
|                                                                                | Giorgio Covi                 | Partito Repubblicano Italiano           | 1 743   | 1,69  |  |  |  |  |  |
|                                                                                | Giovanni Bortolo Caffi       | Partito Liberale Italiano               | 1 154   | 1,12  |  |  |  |  |  |
|                                                                                | Pietro Ezio Antonio Barbaini | Democrazia Proletaria                   | 1 022   | 0,99  |  |  |  |  |  |
|                                                                                | Secondo Mirco Maffini        | Partito Radicale                        | 587     | 0,57  |  |  |  |  |  |
| Totale                                                                         | Totale                       | Totale                                  | 103 230 | 100   |  |  |  |  |  |
|                                                                                |                              |                                         |         |       |  |  |  |  |  |
| Voti non validi                                                                | Voti non validi              | Voti non validi                         | 3 610   | 3,38  |  |  |  |  |  |
| Votanti                                                                        | Votanti                      | Votanti                                 | 106 840 | 97,91 |  |  |  |  |  |
| Elettori                                                                       | Elettori                     | Elettori                                | 109 120 |       |  |  |  |  |  |
|                                                                                |                              |                                         |         |       |  |  |  |  |  |
| Nota: quorum del 65% non raggiunto; ripartizione dei seggi a livello regionale |                              |                                         |         |       |  |  |  |  |  |
| Data: 20 giugno 1976                                                           |                              |                                         |         |       |  |  |  |  |  |
| Fonte: Ministero dell'interno                                                  |                              |                                         |         |       |  |  |  |  |  |

### VIII legislatura
|                                                                                | Ferdinando Truzzi ✔️ Eletto | Democrazia Cristiana                         | 50 333  | 48,44 |  |  |  |  |  |
|                                                                                | Paolo Zanini                | Partito Comunista Italiano                   | 28 973  | 27,88 |  |  |  |  |  |
|                                                                                | Maurizio Noci ✔️ Eletto     | Partito Socialista Italiano                  | 13 743  | 13,23 |  |  |  |  |  |
|                                                                                | L. Conte                    | Partito Socialista Democratico Italiano      | 2 581   | 2,48  |  |  |  |  |  |
|                                                                                | A. L. Papetti               | Movimento Sociale Italiano                   | 2 475   | 2,38  |  |  |  |  |  |
|                                                                                | P. A. Demartis              | Partito Liberale Italiano                    | 1 677   | 1,61  |  |  |  |  |  |
|                                                                                | Giorgio Covi                | Partito Repubblicano Italiano                | 1 571   | 1,51  |  |  |  |  |  |
|                                                                                | Secondo Mirco Maffini       | Partito Radicale                             | 1 543   | 1,48  |  |  |  |  |  |
|                                                                                | G. Merlin                   | Nuova Sinistra Unita                         | 620     | 0,60  |  |  |  |  |  |
|                                                                                | V. Basso Ricci              | Costituente di Destra - Democrazia Nazionale | 393     | 0,38  |  |  |  |  |  |
| Totale                                                                         | Totale                      | Totale                                       | 103 909 | 100   |  |  |  |  |  |
|                                                                                |                             |                                              |         |       |  |  |  |  |  |
| Voti non validi                                                                | Voti non validi             | Voti non validi                              | 4 866   | 4,47  |  |  |  |  |  |
| Votanti                                                                        | Votanti                     | Votanti                                      | 108 775 | 97,12 |  |  |  |  |  |
| Elettori                                                                       | Elettori                    | Elettori                                     | 112 002 |       |  |  |  |  |  |
|                                                                                |                             |                                              |         |       |  |  |  |  |  |
| Nota: quorum del 65% non raggiunto; ripartizione dei seggi a livello regionale |                             |                                              |         |       |  |  |  |  |  |
| Data: 3 giugno 1979                                                            |                             |                                              |         |       |  |  |  |  |  |
| Fonte: Ministero dell'interno                                                  |                             |                                              |         |       |  |  |  |  |  |

### IX legislatura
|                                                                                | Francesco Rebecchini ✔️ Eletto             | Democrazia Cristiana                    | 43 870  | 42,59 |  |  |  |  |  |
|                                                                                | Paolo Zanini                               | Partito Comunista Italiano              | 28 956  | 28,11 |  |  |  |  |  |
|                                                                                | Maurizio Noci ✔️ Eletto                    | Partito Socialista Italiano             | 14 003  | 13,60 |  |  |  |  |  |
|                                                                                | Gian Carlo Marchesi                        | Partito Repubblicano Italiano           | 3 664   | 3,56  |  |  |  |  |  |
|                                                                                | Luigi Ferrario                             | Movimento Sociale Italiano              | 3 446   | 3,35  |  |  |  |  |  |
|                                                                                | Sergio Giuseppe Antonio Paolo Franceschini | Partito Liberale Italiano               | 2 734   | 2,65  |  |  |  |  |  |
|                                                                                | Ezio Ferri                                 | Partito Socialista Democratico Italiano | 2 402   | 2,33  |  |  |  |  |  |
|                                                                                | Giovanni Bianchessi                        | Democrazia Proletaria                   | 1 801   | 1,75  |  |  |  |  |  |
|                                                                                | Wanda Cecchi                               | Partito Radicale                        | 1 550   | 1,50  |  |  |  |  |  |
|                                                                                | Luigina Milesi                             | Partito Cristiano Azione Sociale        | 334     | 0,32  |  |  |  |  |  |
|                                                                                | Celestina Colombo Gerra                    | Lista per Trieste                       | 237     | 0,23  |  |  |  |  |  |
| Totale                                                                         | Totale                                     | Totale                                  | 102 997 | 100   |  |  |  |  |  |
|                                                                                |                                            |                                         |         |       |  |  |  |  |  |
| Voti non validi                                                                | Voti non validi                            | Voti non validi                         | 6 498   | 5,93  |  |  |  |  |  |
| Votanti                                                                        | Votanti                                    | Votanti                                 | 109 495 | 95,22 |  |  |  |  |  |
| Elettori                                                                       | Elettori                                   | Elettori                                | 114 994 |       |  |  |  |  |  |
|                                                                                |                                            |                                         |         |       |  |  |  |  |  |
| Nota: quorum del 65% non raggiunto; ripartizione dei seggi a livello regionale |                                            |                                         |         |       |  |  |  |  |  |
| Data: 26 giugno 1983                                                           |                                            |                                         |         |       |  |  |  |  |  |
| Fonte: Ministero dell'interno                                                  |                                            |                                         |         |       |  |  |  |  |  |

### X legislatura
|                                                                                | Francesco Rebecchini ✔️ Eletto | Democrazia Cristiana                    | 45 061  | 41,73 |  |  |  |  |  |
|                                                                                | Giovanni Cervetti              | Partito Comunista Italiano              | 27 860  | 25,80 |  |  |  |  |  |
|                                                                                | Maurizio Noci                  | Partito Socialista Italiano             | 16 720  | 15,48 |  |  |  |  |  |
|                                                                                | G. Merico                      | Movimento Sociale Italiano              | 4 079   | 3,78  |  |  |  |  |  |
|                                                                                | Giorgio Covi                   | Partito Repubblicano Italiano           | 2 539   | 2,35  |  |  |  |  |  |
|                                                                                | Virginio Bettini               | Lista Verde                             | 2 307   | 2,14  |  |  |  |  |  |
|                                                                                | A. Viviani                     | Partito Radicale                        | 1 864   | 1,73  |  |  |  |  |  |
|                                                                                | G. Bianchessi                  | Democrazia Proletaria                   | 1 832   | 1,70  |  |  |  |  |  |
|                                                                                | G. B. Fiorentini               | Partito Liberale Italiano               | 1 716   | 1,59  |  |  |  |  |  |
|                                                                                | A. P. Mosconi                  | Liga Veneta-Pensionati Uniti            | 1 567   | 1,45  |  |  |  |  |  |
|                                                                                | C. Tonna                       | Partito Socialista Democratico Italiano | 1 177   | 1,09  |  |  |  |  |  |
|                                                                                | M. Moroni                      | Lega Lombarda                           | 1 044   | 0,97  |  |  |  |  |  |
|                                                                                | M. R. Pozzi                    | Alleanza Popolare Pensionati            | 214     | 0,20  |  |  |  |  |  |
| Totale                                                                         | Totale                         | Totale                                  | 107 980 | 100   |  |  |  |  |  |
|                                                                                |                                |                                         |         |       |  |  |  |  |  |
| Voti non validi                                                                | Voti non validi                | Voti non validi                         | 5 733   | 5,04  |  |  |  |  |  |
| Votanti                                                                        | Votanti                        | Votanti                                 | 113 713 | 95,66 |  |  |  |  |  |
| Elettori                                                                       | Elettori                       | Elettori                                | 118 873 |       |  |  |  |  |  |
|                                                                                |                                |                                         |         |       |  |  |  |  |  |
| Nota: quorum del 65% non raggiunto; ripartizione dei seggi a livello regionale |                                |                                         |         |       |  |  |  |  |  |
| Data: 14 giugno 1987                                                           |                                |                                         |         |       |  |  |  |  |  |
| Fonte: Ministero dell'interno                                                  |                                |                                         |         |       |  |  |  |  |  |

### XI legislatura
|                                                                                | Mario Campagnoli ✔️ Eletto | Democrazia Cristiana                    | 35 389  | 31,35 |  |  |  |  |  |
|                                                                                | Marcello Luigi Lazzati     | Lega Lombarda                           | 20 462  | 18,13 |  |  |  |  |  |
|                                                                                | Basilio Gatti              | Partito Democratico della Sinistra      | 14 608  | 12,94 |  |  |  |  |  |
|                                                                                | Maurizio Noci              | Partito Socialista Italiano             | 13 331  | 11,81 |  |  |  |  |  |
|                                                                                | Gian Franco Scarpelli      | Partito della Rifondazione Comunista    | 7 284   | 6,45  |  |  |  |  |  |
|                                                                                | Francesco Torrisi          | Partito Repubblicano Italiano           | 2 922   | 2,59  |  |  |  |  |  |
|                                                                                | Lamberto Grillotti         | Movimento Sociale Italiano              | 2 870   | 2,54  |  |  |  |  |  |
|                                                                                | Anna Maria Fatuzzo         | Partito Pensionati                      | 2 606   | 2,31  |  |  |  |  |  |
|                                                                                | Mario Verardi              | Federazione dei Verdi                   | 2 585   | 2,29  |  |  |  |  |  |
|                                                                                | Fausto Pasquini            | La Lega Casalinghe-Pensionati           | 2 209   | 1,96  |  |  |  |  |  |
|                                                                                | Giorgio Steccanella        | Lega Alpina Lumbarda                    | 2 006   | 1,78  |  |  |  |  |  |
|                                                                                | Francesco Valcarenghi      | Partito Liberale Italiano               | 1 788   | 1,58  |  |  |  |  |  |
|                                                                                | Raffaello Giudici          | Lega Lombardia Europea                  | 1 060   | 0,94  |  |  |  |  |  |
|                                                                                | Sergio Pasquale Ravelli    | Lista Marco Pannella                    | 1 037   | 0,92  |  |  |  |  |  |
|                                                                                | Francesco Barbati          | Partito Socialista Democratico Italiano | 819     | 0,73  |  |  |  |  |  |
|                                                                                | Pietro Borelli             | Sì Referendum                           | 759     | 0,67  |  |  |  |  |  |
|                                                                                | Ezio Nichi                 | Alleanza Lombarda Autonomia             | 649     | 0,57  |  |  |  |  |  |
|                                                                                | Adriano Piazza             | Caccia Pesca Ambiente                   | 289     | 0,26  |  |  |  |  |  |
|                                                                                | Lino Bovio                 | Movimento Fascismo e Libertà            | 109     | 0,10  |  |  |  |  |  |
|                                                                                | Umberto Mori               | Federalismo - Pensionati Uomini Vivi    | 105     | 0,09  |  |  |  |  |  |
| Totale                                                                         | Totale                     | Totale                                  | 112 887 | 100   |  |  |  |  |  |
|                                                                                |                            |                                         |         |       |  |  |  |  |  |
| Voti non validi                                                                | Voti non validi            | Voti non validi                         | 6 179   | 5,19  |  |  |  |  |  |
| Votanti                                                                        | Votanti                    | Votanti                                 | 119 066 | 94,54 |  |  |  |  |  |
| Elettori                                                                       | Elettori                   | Elettori                                | 125 945 |       |  |  |  |  |  |
|                                                                                |                            |                                         |         |       |  |  |  |  |  |
| Nota: quorum del 65% non raggiunto; ripartizione dei seggi a livello regionale |                            |                                         |         |       |  |  |  |  |  |
| Data: 5 aprile 1992                                                            |                            |                                         |         |       |  |  |  |  |  |
| Fonte: Ministero dell'interno                                                  |                            |                                         |         |       |  |  |  |  |  |